# Siaka Stevens
Siaka Probyn Stevens (Moyamba, 24 de agosto de 1905 – Freetown, 29 de maio de 1988) foi primeiro-ministro e presidente da República da Serra Leoa.

## Biografia
Siaka Stevens nasceu em Moyamba, completou a escola secundária na Albert Academy em Freetown, antes de se juntar às forças policiais da Serra Leoa. De 1923 a 1932 atingiu o posto de 1ª classe de sargento e instrutor de tiro.
De 1931 a 1946, trabalhou na construção da companhia de caminho-de-ferro/estrada de ferro da Serra Leoa, ligando o porto de Pepel com as minas de ferro de Marampa. Em 1943, Stevens fundou o sindicato dos mineiros e foi apontado para representar os interesses dos trabalhadores. Em 1947, Stevens estudou relações laborais no Colégio Ruskin, na Universidade de Oxford, em Inglaterra.

## Carreira política
Em 1951, Stevens co-fundou o Partido do Povo da Serra Leoa (SLPP) foi eleito secretário geral. Um ano depois (1952), tornou-se o primeiro Ministro das Minas, Terra e Trabalho da Serra Leoa. Em 1957 foi eleito para a Casa dos Representantes como membro do círculo eleitoral de Port Loko, mas perdeu esse lugar devido a uma petição apresentada por um seu adversário. Depois de divergências, fundou um novo partido.

## Afastamento da vida política
Stevens retirou-se da vida política em 28 de Outubro de 1985. Depois de ter sofrido várias pressões em relação à sua sucessão, a sua escolha recaiu em Joseph Saidu Momoh.
Stevens morreu a 29 de Maio de 1988 em Freetown.